# Gornje Košlje
Gornje Košlje (Serbisches-kyrillisch: Горње Кошље) ist ein Dorf im Westen Serbiens, nahe der Grenze zu Bosnien und Herzegowina.

## Geographie und Bevölkerung
Das Dorf liegt in der Opština Ljubovija, im Okrug Mačva. Der Ort hatte bei der Volkszählung 2011 532 Einwohner, während es 2002 noch 649 Einwohner waren. Nach den letzten drei Bevölkerungsstatistiken fällt die Einwohnerzahl weiter. Die Bevölkerung stellen zu 99 % Serben. Zudem wohnen aber auch 7 Montenegriner im Ort. Das Dorf besteht aus 185 Haushalten. Das Dorf ist eine Streusiedlung, die aus mehreren Weilern besteht. 
Das Dorf liegt am Canyon des Trešnjica Flusses. Das Gebiet ist als spezielles Naturreservat Trešnjica-Canyon bekannt. Nahe dem Dorfe steht eine alte Wassermühle. Gornje Košlje liegt östlich der Drina im Drinatal. Der Ort liegt südlich der Gemeindehauptstadt Ljubovija.

## Demographie
| Jahr | Einwohnerzahl |
| ---- | ------------- |
| 1948 | 1258          |
| 1953 | 1323          |
| 1961 | 1378          |
| 1971 | 1103          |
| 1981 | 989           |
| 1991 | 781           |
| 2002 | 649           |
| 2011 | 532           |

## Religion
Die Dorfbevölkerung im Dorf gehört der Serbisch-orthodoxen Kirche an, und zwar zur Pfarrei Gornja Trešnjica im Dekanat Azbukovica der Eparchie Šabac. Ein eigenes Kirchengebäude gibt es nicht, aber früher stand auf der Lokalität Smrdan im Ort eine serbisch-orthodoxe Kirche.
verfügt

## Belege
- Knjiga 9, Stanovništvo, uporedni pregled broja stanovnika 1948, 1953, 1961, 1971, 1981, 1991, 2002, podaci po naseljima, Republički zavod za statistiku, Beograd, maj 2004, ISBN 86-84433-14-9
- Knjiga 1, Stanovništvo, nacionalna ili etnička pripadnost, podaci po naseljima, Republički zavod za statistiku, Beograd, Februar 2003, ISBN 86-84433-00-9
- Knjiga 2, Stanovništvo, pol i starost, podaci po naseljima, Republički zavod za statistiku, Beograd, Februar 2003, ISBN 86-84433-01-7